# حبيل الطويل (ماوية)

تعديل مصدري - تعديل

حبيل الطويل  هي إحدى قرى مديرية ماوية بمحافظة تعز اليمنية، بلغ تعداد سكانها 1097 نسمة حسب التعداد السكاني في اليمن في 2004.